# Conflict: Global Storm
Conflict: Global Storm, initialement Conflict: Global Terror, est un jeu vidéo d'action à la troisième personne, développé par Pivotal Games et édité par Eidos Interactive, sorti en 2005. Il s'agit du quatrième épisode de la série Conflict.

## Scénario
Le jeu se déroule dans le contexte moderne de la lutte contre le terrorisme au XXIe siècle. Membre de la Red Team, le joueur est parachuté en Colombie et se fait capturer par la milice locale. Connors parvient à s'échapper et à libérer le reste de l'escouade. Il a pour objectif ensuite de détruire une usine utilisée par les narcotrafiquants locaux et de capturer Mandel.
Par la suite, diverses missions sont confiées au joueur, telles que la destruction d'une usine de pesticides en Ukraine utilisée par des terroristes afin de produire du gaz sarin, assurer la protection de Jack Maguire lors d'une mission diplomatique en Corée du Nord, en Tchétchénie afin d'aider l'agent russe Orlov à mettre à l'abri une cargaison de sarin capturée, la destruction d'un camp terroriste en Égypte. La dernière mission se déroule au Cachemire, où Mandel planifie une attaque nucléaire contre le Pakistan afin de déclencher une guerre avec l'Inde.

## Système de jeu
Membres de l'escouade :
- Sergent John Bradley : chef d'escouade & infanterie ;
- Caporal David Jones : soldat du génie ;
- Caporal Mick Connors : armement lourd & anti-char ;
- Caporal Paul Foley : tireur d'élite, disparu au combat en Colombie (fait prisonnier)
- Caporal Carrie Sherman : tireur d'élite, remplaçante de Foley

Autres personnages :
- Karl Mandel (membre de l'organisation terroriste March 33. Il est tué par la Red Team) ;
- Strachen (membre présumé de l'organisation terroriste March 33) ;
- Hans Klerber (ancien soldat des forces armées allemandes, membre présumé de March 33. Il est tué par la Red Team) ;
- Dr. Franklin (expert nucléaire qui aide la Red Team à désarmer une arme nucléaire russe).

## Réception
- GameRankings : 62 % (version PS2), 63 % (version Xbox), 60 % (version PC)[2].